# Kamień z Blarney

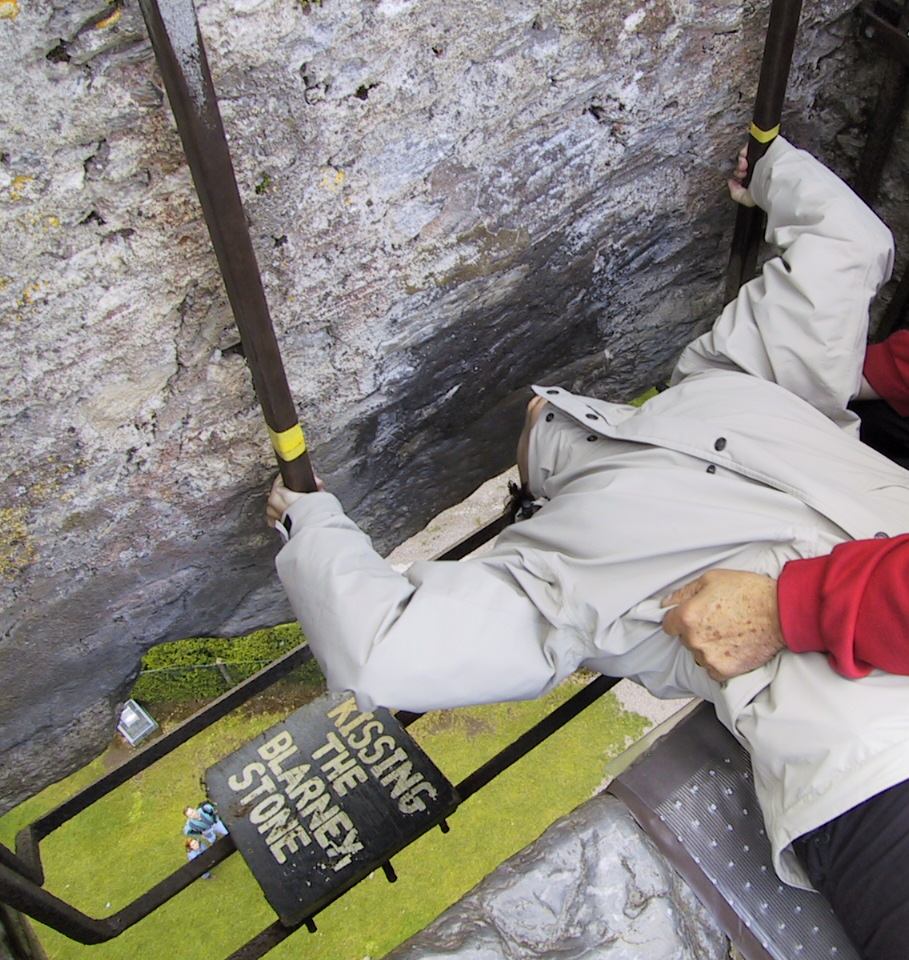
Całowanie Kamienia z Blarney

Kamień z Blarney, Kamień Elokwencji, (ang. Blarney Stone, Stone of Eloquence; irl. Cloch na Blarnan) – wapienny blok o wymiarach ok. 30×120 cm, wmurowany w mury obronne zamku w Blarney (hr. Cork, Irlandia). Legenda głosi, że ten kto go pocałuje, uzyska dar elokwencji i przekonywania. Nie jest to zbyt proste, gdyż jest on wbudowany poniżej linii blanków. Osoba która chce tego dokonać musi być zwieszona głową w dół i przytrzymywana za nogi.
Przekonanie o takich właściwościach kamienia pochodzi z opowieści o właścicielu zamku, który był odpowiedzialny za kolonizację okolicznych terenów. Mimo niewywiązywania się ze swoich obowiązków i wynikłego stąd gniewu Elżbiety I, angielskiej królowej, dzięki swoim zdolnościom krasomówczym zawsze zdołał uniknąć odpowiedzialności. Od tego czasu słowo blarney w języku angielskim oznacza sprytną, pochlebczą mowę.